# Sunyani
Sunyani is een plaats in het westen van Ghana in de regio Brong-Ahafo. Het is de hoofdplaats van het gelijknamige district. Sunyani maakte deel uit van het oude Ashanti koninkrijk.

## Stedenband
In 2005 ging Sunyani een stedenband aan met Amsterdam-Zuidoost. In 2013 werd deze stedenband door Amsterdam-Zuidoost beëindigd.

## Geboren
- Afriyie Acquah (1992), voetballer